# Ostrożanka
Ostrożanka – wieś w Polsce położona w województwie świętokrzyskim, w powiecie starachowickim, w gminie Mirzec.
W latach 1954–1968 wieś była siedzibą gromady Ostrożanka, po jej zniesieniu w gromadzie Jasieniec Iłżecki. W latach 1975–1998 miejscowość administracyjnie należała do województwa kieleckiego.

## Historia
W XIX wiecznych dokumentach Ostorzenka, wieś w powiecie iłżeckim, gminie i parafii Mirzec, odległa od Iłży 10 wiorst. 
Podług lustracji z roku 1872 wieś posiadała 22 domy 109 mieszkańców, ziemi włościańskiej 165 mórg.